# Fitoemoagglutinina
La fitoemoagglutinina (PHA) è una lectina presente nei semi di alcune leguminose come il fagiolo. La PHA in realtà consiste di due proteine strettamente correlate, chiamate PHA-L e PHA-E. Le lettere E e L indicano che queste proteine sono in grado di agglutinare rispettivamente gli eritrociti e i leucociti. La fitoemoagglutinina presenta una specificità di legame per i carboidrati, in particolare per un complesso oligosaccaridico contenente galattosio, N-acetilglucosammina e mannosio.